# Теребовлянская городская община
Теребовлянская городская община (укр. Теребовлянська міська громада) — территориальная община в Тернопольском районе Тернопольской области Украины.
Административный центр — город Теребовля.
Население составляет 30861 человек. Площадь — 444,8 км².
В соответствии с распоряжением Кабинета Министров Украины от 12 июня 2020 года, в состав общины вошла территория Теребовлянского, Вербовецкого, Долгенского, Долинского, Кобыловолоцкого, Кровинковского, Лошневского, Могильницкого, Мшанецкого, Островецкого, Плебановского, Подгайчицкого, Романовского и Сущинского сельских советов упразднённого Теребовлянского района.

## Населённые пункты
В состав общины входят 1 город и 27 сёл:
- Город Теребовля
  - Зеленче
  - Малов
  - Подгора
- Вербовецкий старостинский округ:
  - Вербовцы
- Гумниский старостинский округ:
  - Гумниска
- Долгенский старостинский округ:
  - Дереневка
  - Долгое
- Долинский старостинский округ:
  - Долина
  - Слободка
- Кобыловолоцкий старостинский округ:
  - Кобыловолоки
  - Млыниска
- Кровинковский старостинский округ:
  - Кровинка
- Ласковецкий старостинский округ:
  - Ласковцы
- Лошневский старостинский округ:
  - Лошнев
- Могильницкий старостинский округ:
  - Новая Могильница
  - Романовка
  - Старая Могильница
- Мшанецкий старостинский округ:
  - Мшанец
- Островецкий старостинский округ:
  - Застеночное
  - Островец
- Плебановский старостинский округ:
  - Борычевка
  - Плебановка
- Подгайчикский старостинский округ:
  - Залавье
  - Подгайчики
- Семёновский старостинский округ:
  - Семёнов
- Сущинский старостинский округ:
  - Остальцы
  - Сущин